# Bill George (Footballspieler)
William J. "Bill" George (* 27. Oktober 1929 in Waynesburg, Pennsylvania; † 30. September 1982 in Rockford, Illinois) war ein US-amerikanischer American-Football-Spieler. Er spielte als Linebacker in der National Football League (NFL) bei den Chicago Bears und den Los Angeles Rams.

## Spielerlaufbahn
Bill George war bereits an der High School ein erfolgreicher Athlet und gewann als Ringer zweimal die Staatsmeisterschaft von Pennsylvania. Aufgrund seiner Leistungen als Ringer wurden ihm zahlreiche Stipendien angeboten. Er lehnte diese ab und schloss sich der Wake Forest University an, da er Football spielen wollte.
Als College-Football-Spieler wurde er aufgrund seiner sportlichen Leistungen zum All-American gewählt. Im Jahr 1951 wurde George von den durch George Halas trainierten Chicago Bears gedraftet. In den nachfolgenden Jahren konnte das Team der Bears immer wieder verstärkt werden. 1955 verpflichteten die Bears Joe Fortunato, der fortan als Linebacker die Defense der Bears entscheidend verstärken sollte. 1956 übernahm Paddy Driscoll das Traineramt bei den Bears und führte die Mannschaft in das NFL Endspiel. Gegner im Endspiel waren die New York Giants, die sich auch mit 47:7 durchsetzen konnten. Im Jahr 1958 übernahm wieder Halas das Traineramt. Erst im Jahr 1963 konnten sich die Bears wieder für das NFL Endspiel qualifizieren und schlugen dort die Giants mit 14:10. Die Abwehr der Bears um Joe Fortunato und Mannschaftskapitän Bill George gelang es immer wieder, den gegnerischen Quarterback unter Druck zu setzen. Y. A. Tittle, der eigentlich für seine Zuverlässigkeit bekannt war, warf in dem Spiel fünf Interceptions und trug so maßgeblich zum Sieg der Bears bei.
Aufgrund zahlreicher Verletzungen verliefen die Spielzeiten 1963 und 1964 für George nicht sehr erfolgreich.
Nach der Saison 1965 wechselte George zu den Los Angeles Rams und beendete nach einem Spieljahr in Los Angeles nach 15 Spieljahren seine Spielerlaufbahn. Während seiner Laufbahn konnte er 19 Fumbles sichern und 18 Pässe des gegnerischen Quarterbacks abfangen. Bill George war bekannt dafür, dass er sich akribisch auf jedes Spiel vorbereitete. So führte er Listen mit den Stärken und Schwächen seiner Gegenspieler und ergänzte diese nach jedem Spiel. Auf dem Spielfeld war er der "verlängerte Arm" von George Halas und für die Ansage der Spielzüge verantwortlich.

## Nach der NFL
Bill George starb 1982 bei einem Autounfall und ist auf dem Evergreen Cemetery in Barrington, Illinois, beerdigt.

## Ehrungen
William George spielte achtmal im Pro Bowl, dem Abschlussspiel der besten Spieler einer Saison. Er wurde achtmal zum All-Pro gewählt. Die Chicago Bears haben seine Rückennummer gesperrt und ehren ihn im Chicago Bears Ring of Honor. Er ist Mitglied im NFL 1950s All-Decade Team, in der Wake Forest Athletics Hall of Fame und in der Pro Football Hall of Fame. Die Zeitschrift The Sporting News bezeichnet ihn als einen der besten 100 Footballspieler aller Zeiten.

## Quelle
- Lew Freedmann: ame of my Life. Chicago Bears, Memorable Stories of Bears football. Hrsg.: Sports Pub. L.L.C. Champaign, IL 2006, ISBN 1-59670-100-5.